# Mychajliwka (Rowenky)
Mychajliwka (ukrainisch Михайлівка; russisch Михайловка/Michailowka) ist eine Siedlung städtischen Typs im Süden der ukrainischen Oblast Luhansk mit etwa 2800 Einwohnern.
Der Ort gehört administrativ zur Stadtgemeinde der 11 Kilometer nordöstlich liegenden Stadt Rowenky und bildet eine eigene Siedlungsratsgemeinde zu der auch die Siedlung städtischen Typs Hirnyk und Tazyne gehören, die Oblasthauptstadt Luhansk befindet sich 54 Kilometer nördlich des Ortes.
Mychajliwka wurde 1910 als Bergarbeitersiedlung gegründet und wurde 1954 zu einer Siedlung städtischen Typ erhoben.